# Apiocera tropica
Apiocera tropica är en tvåvingeart som beskrevs av Paramonov 1953. Apiocera tropica ingår i släktet Apiocera och familjen Apioceridae. Inga underarter finns listade i Catalogue of Life.